# Яростное солнце, яростное небо
«Яростное солнце, яростное небо» (исп. Rabioso sol, rabioso cielo) — мексиканский фильм режиссёра Хулиана Эрнандеса, причудливая смесь мифологии, гомоэротизма и секса. На Берлинале 2009 года картина удостоена премии Тедди.

## Сюжет
Фильм начинается со встречи таинственной женщины Татеи и молодого парня Рио. Сразу после их интимной связи у Рио дома Татеи предсказывает юноше настоящую любовь и буквально исчезает в окне. Вся первая половина картины сопровождается многочисленными сценами однополых отношений между мужчинами. Рио в кинотеатре встречает парня по имени Кири. Они влюбляются друг в друга. Тари, молодой человек, также влюблён в Рио. Из ревности Тари убивает Рио и прячет тело в пещере. Кири начинает искать возлюбленного и, с помощью богини, похожей на Татеи, находит его мёртвым в пещере. Кири убивает Тари и приносит себя в жертву, чтобы вернуть Рио к жизни. В конце Кири, Тари, Рио и Татеи оказываются вместе в одной комнате.

## В ролях
| Актёр             | Роль  |
| ----------------- | ----- |
| Хорхе Бесерра     | Кири  |
| Гильермо Виллегас | Рио   |
| Джованна Закариас | Татеи |

## Художественные особенности
Название фильма появляется в кадре только после двух часов просмотра. В картине, которая длится почти три часа, практически отсутствуют диалоги. Камера оператора находится в постоянном движении. Всё это напоминает эксперименты кинематографистов французской новой волны.